# 地下街

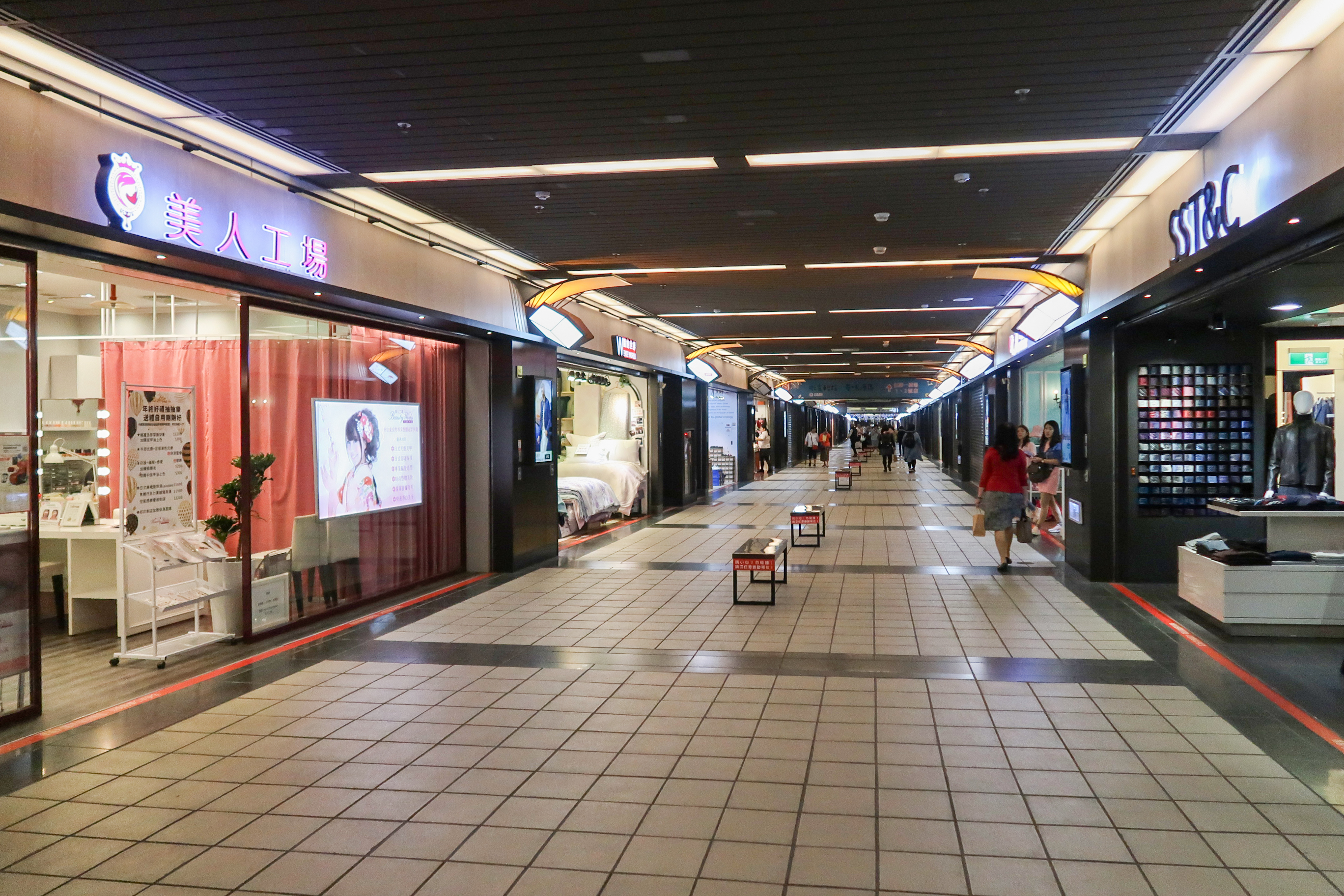
臺北的地下商店街。

地下街，指設置於地下，並設有供不特定民眾通行的通道的商店街。除此之外，有的地下街也會同時設立停車場、电影院等。
地下街的出現，可以分擔當地地面上人車爭路的人流。 地下街令繁華的城市立體化發展，它跟路面商場間的行人天橋和架空平台建設，有近似的效果。
由於城市軌道交通的發展，不少地下街都連接地鐵站，亦有不少城市（如臺北、深圳）藉建造城市軌道交通時一併興建地下街。

## 世界各地的地下街
- 全球最大的地下街「Path」位於加拿大的多倫多市中心，共有約1,200間店舖，面積約為371,600平方米。
- 日本最大的地下街「クリスタ長堀」位於大阪府大阪市，面積為81,765平方米。

## 臺灣

### 臺北市
一般提到臺北市的地下街，大部份皆是指中華民國政府開始執行臺北鐵路地下化專案及建設臺北捷運所生之空間，並經由臺北市政府一定的規畫、分區之後對外正式營業的地下商店街。
- 臺北地下街 (Y區)
- 中山地下街 (R區)
- 站前地下街 (Z區)
- 誠品地下街 (K區)
- 東區地下街 (E區)
- 西門地下街 (X區)
- 龍山寺地下街 (L區)
- 臺北車站地下商場 (M區)
- 行天宮商場（非臺北捷運空間）

### 高雄市
高雄市鹽埕區中正四路與愛河交會處原有一座「高雄地下街」，竣工於1978年，為全臺灣第一座地下街，位於今仁愛公園位置，在1989年12月18日的一場空前大火中燒毀。高雄地下街佔地37,046平方公尺，是高雄市區進入最繁榮的鹽埕商業區的門戶，於1978年10月地下街第一層正式營運，開幕之初即造成轟動。高雄地下街是臺灣首座大型地下商場，在亞洲尚屬罕見，主要經營項目包括綜合百貨商店、超級市場、書城、大型遊藝場、電影院、歌劇院、餐廳、展覽館、兒童遊藝場、保齡球館、溜冰場、冰宮。高雄市政府在1987年3月實施過全面調查，共有358家商號。
此外，高雄捷運的地下車站，以及因應高雄市區鐵路地下化計畫所興建的地下車站建築群，也設有店舖等商業空間供商家進駐營業。如位於捷運高雄車站商業空間的「高雄駅一番街」於2023年12月9日開幕，包含地下二樓的美食街以及地下三樓的動漫電玩街。

### 臺南市
臺南市中西區中正商圈的住商混合的大型建築，於1983年啟用，2016拆除，現址為河樂廣場。
臺南市中西區中正商圈海安路亦有地下街空間，於1993年開始興建；惟工程與後續政策延宕、直至2012年12月底，臺南市政府為紓解海安路地面車位不足窘境，地下停車場才開始營運；而商業空間則尚未啟用。

## 香港
從1990年代起，香港已進行地下街的研究，惟至2023年9月第一條地下街才落成營運。
2006年11月21日，灣仔區議會討論在銅鑼灣興建香港首座地下商業城，以紓緩路面行人路的擠塞情況（參見銅鑼灣地下城）。但是運輸署於2010年1月22日在立法會會議上表示，銅鑼灣的地勢複雜和路面狹窄，加上地面有很多樓宇及地底亦有鐵路站，導致不能夠設置商店，只能夠作為普通地下行人道，但是將會設立自動櫃員機和商品販賣機等。
2010年5月10日，市區重建局在《市區更新地區願景研究》計劃中提出，仿效日本福岡市天神地下街的構思在觀塘開源道闢建地下購物街，連接觀塘站的行人天橋，以解決人車爭路問題及為公眾提供一個消閒好去處。
2014年，發展局建議參考日本及歐洲等外國經驗，發掘香港具潛力發展地下空間的地區，以增加香港市區內可用空間及優化市區的連接性，初步揀選了4個具策略性的地區，籌劃先導研究在尖沙咀九龍公園、銅鑼灣維多利亞公園、跑馬地整區以及金鐘至灣仔一帶的香港公園、斜坡及皇后大道東一帶建構地下街，用以發展餐飲、娛樂及辦公室等商業設施。
2017年，發展局公佈，將於啟德發展區規劃兩條地下街，連接啟德站、宋皇臺站、九龍城、新蒲崗等地，兩條地下街分別長約1100米和400米，並將24小時開放。
2023年9月28日，隨AIRSIDE開業，首段啟德地下購物街開放。

## 中國大陸

### 广州
- 1999年6月28日，流行前線名店城開業，廣州地鐵一號線同日營運，這是廣州第一個與地鐵連通的地下商業空間[4]。
- 2003年6月，廣州地王廣場開業，連接廣州地鐵烈士陵園站，面積約2.3萬平方米。
- 2006年8月18日，位于广州地铁公园前站的广州城项目开张，命名为动漫星城，此地下街位于人民公园南广场地底，是广州最大地下商业城。
- 在2009年開業，位於天河區廣州東站旁的東方寶泰購物廣場，總建築面積達15萬平方米。
- 2010年，位于广州珠江新城的珠江新城地下空间建成，名為花城汇，面积为18个人民公园。
- 2010年，位於天河區的天河又一城開業，連接廣州地鐵體育西路站。
- 2010年，位於天河區的天河直通車商場開業，連接廣州地鐵體育西路站。
- 廣州市江南西路亦有地下商店街——江南新地，接連廣州地鐵江南西站。
- 2012年，位於天河體育中心下的時尚天河開業。

### 深圳[5]
深圳的地下街，初期主要位於主幹道旁，也有地下街為建築的地庫層（檸檬街商城及金世界地鐵商城）。
深圳地鐵自2012年將人防設施改建為連城新天地地下街並取得成功後，在新建的地鐵綫時一併興建地下街結構，如興建前海灣站時在南端預留地下街結構（其後在興建深圳地鐵5號綫南延段時將其延伸至桂灣站）；興建深圳地鐵7號綫時在華強北路下方一併興建華強北地下商業街；興建深圳地鐵9號綫西延段時在高新南站—粵海門站區間和南山書城站—南油站區間一併興建地下街結構。此外，深圳地鐵也將部分地鐵站出入口改建為地下街，如羅湖站、世界之窗站。另外，萬科也在龍城萬科里和雲城萬科里旁興建了三條名為万科里街的地下街。
- 位於深圳地鐵羅湖站E出口通道的味道1979。
- 連接深圳地鐵老街站的檸檬街商城及金世界地鐵商城。
- 位於深南大道下的中信地鐵商場，連接深圳地鐵科學館站和深圳新城市廣場（前稱中信城市廣場）。
- 位於深南大道北側的華聯街，連接深圳地鐵科學館站。
- 位於華強北華強北路西側的樂淘里，連接深圳地鐵蛇口線及7號線的華強北站（連接7號線的通道在2018年7月18日開放使用）。
- 位於深南大道北側的潮流前線地鐵商場，連接深圳地鐵華強路站。
- 位於市民中心站上蓋的三寸時光地鐵美食驛站，由深圳地鐵集團經營（已改名）。
- 2010年，位於深南大道下的豐盛町開業，連接車公廟站。
- 2012年6月28日，位於福田區的連城新天地正式開業，連接深圳地鐵會展中心站、購物公園站及廣深港高速鐵路福田站。地下街前身是興建深圳地鐵時一併興建的人防設施。地下街二期項目連接深圳地鐵會展中心站和崗廈站，而地下街三期項美食廣場即由會展中心站部分空間改建而成。地鐵10號綫崗廈北站至崗廈站或會納入地下街範圍。
- 位於深南大道下的趣way，由深圳地鐵世界之窗站通往地下公交總站的通道改建而成。
- 位於黃貝嶺站西側的More Fun，於2016年9月開業。
- 位於福田區的時尚Me Go，由時尚集團與深圳地鐵集團合作發展，其中一期位於華新站西側，已開業；二期位於華強北路下，連接華強路站、華強北站和華新站，已於2018年7月18日開業[6][7]，惟已於2022年結業，由深圳地鐵集團收回並重新營運，並統一品牌為深鐵匯坊。
- 位於龍城廣場的龙城万科里街，於2017年開業。
- 位於雲城萬科里的云城万科里街東街及西街，分別於2018年及2019年開業。
- 車公廟站E出口及南油站亦開設深鐵匯坊，其中前者約於2022年7月31日開業。
- 2022年12月28日，位於崗廈北站的深圳之眼西區開業，由卓越集團經營。
- 廣深港高速鐵路福田站及深圳地鐵前海灣站-桂灣站建設時亦預留空間作地下街，至今仍未開放。

### 杭州

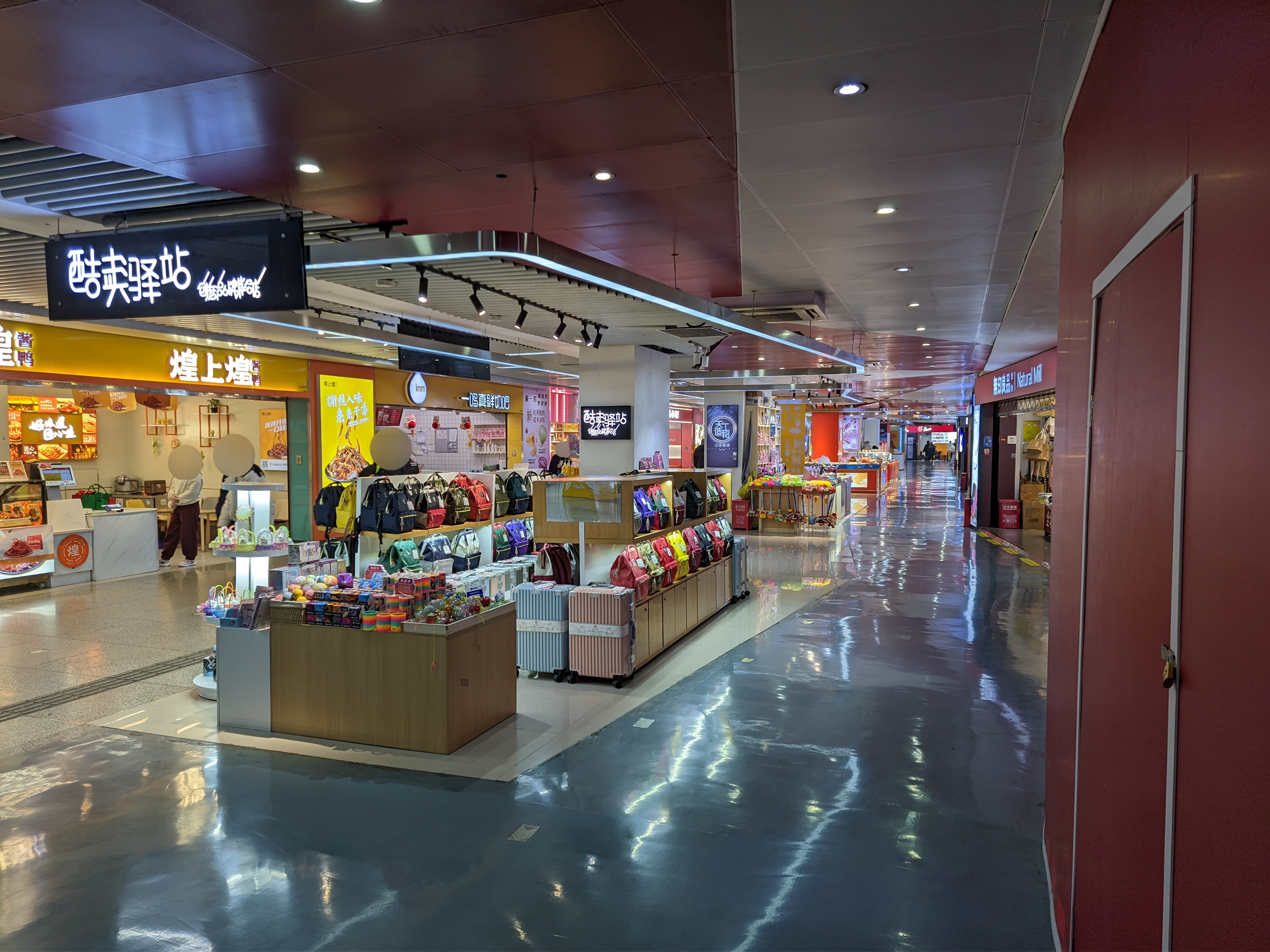
凤起商业街

钱江路站商业街

杭州地鐵許多車站均設有地下街，這些車站大部分都是利用橫渡線、袋狀軌等鐵道線上方的空間設置，這種商業街普遍會帶有幾個出入口；也有部分車站是在與車站大廳平行的位置單獨設置。杭州地鐵所屬的商業街基本上有兩家營運者，早期開業的均由盈澤商業管轄，而後面出現的「杭州地鐵覓花街」由杭州地铁商业经营管理有限公司管轄。以下是目前已經開業的地下街列表：
| 車站                          | 位置                                     | 名稱               |              |
| 杭州地鐵所屬                  | 杭州地鐵所屬                             | 杭州地鐵所屬       | 杭州地鐵所屬 |
| ----------------------------- | ---------------------------------------- | ------------------ | ------------ |
| █ 2号线人民路站               | 站廳西側外挂廳                           | 杭州地鐵覓花街     |              |
| █ 2号线、 █ 6号线錢江世紀城站 | H2a出口通道—站廳東南側外挂廳—E出口通道   | 站前町             |              |
| █ 2号线、 █ 4号线錢江路站     | D出口通道                                | 檸檬町             |              |
| █ 2号线慶春廣場站             | 站厅北側、東側外挂廳（連通A、B、E1出口） | Bingo126地鐵商業街 |              |
| █ 2号线三壩站                 | B出口通道                                | （無單獨名稱）     |              |
| █ 3号线文一西路站             | B出口通道                                | 杭州地鐵覓花街     |              |
| █ 3号线潮王路站               | B出口通道                                | 杭州地鐵覓花街     |              |
| █ 3号线善賢站                 | B出口通道                                | 杭州地鐵覓花街     |              |
| █ 4号线浦沿站                 | D出口通道                                | 站前町             |              |
| █ 4号线景芳站                 | D出口通道、D2/D3出口下沉廣場             | 麥田地鐵商業街     |              |
| █ 4号线池華街站               | D出口通道                                | 杭州地鐵覓花街     |              |
| █ 5号线創景路站               | B出口通道                                | 杭州地鐵覓花街     |              |
| █ 6号线建業路站               | D出口通道                                | 站前町             |              |
| █ 6号线星民站                 | 站廳南側外挂廳                           | 站前町             |              |
| █ 7号线市民中心站             | N出口通道                                | 杭州地鐵覓花街     |              |
| █ 19号线海創園站              | 站廳南側外挂廳                           | 杭州地鐵覓花街     |              |
| █ 19号线文三路站              | D出口通道                                | 杭州地鐵覓花街     |              |
| 杭港地鐵所屬                  |                                          |                    |              |
| █ 1号线鳳起路站               | C出口通道                                | 鳳起商業街         |              |
| █ 5号线江暉路站               | E出口通道                                | 杭港地鐵心悅里     |              |
| █ 5号线育才北路站             | C出口通道                                | 杭港地鐵心悅里     |              |

由於不同車站周遭的開發程度不同，也有許多車站的商業區一直沒有開業。未開業的商業街一般有三種情況，一種是商業街已經裝修完畢，出入口也已經開放；第二種是出口土建已完成，但沒有裝修，出口亦沒有開放；第三種則是附屬的出入口沒有修建。以下表格將列出未開業的商業街的情況：
| 車站                    | 狀況                                                                    |
| ----------------------- | ----------------------------------------------------------------------- |
| █ 1号线湘湖站           | C出口通道内，未修建                                                     |
| █ 1号线、 █ 5号线城站站 | 站廳東北角外挂廳，出口編號B，已裝修完畢，出口未開放                     |
| █ 1号线文澤路站         | E出口通道内，裝修完畢，出口未開放                                       |
| █ 1号线下沙江濱站       | D出口通道内，出口已竣工，未開放，裝修情況未知                           |
| █ 2号线朝陽站           | C出口通道内，未修建                                                     |
| █ 2号线人民廣場站       | C2～C6出口通道内，出口已開放，商鋪未招商                                |
| █ 2号线振寧路站         | D2～D6出口通道内，未修建                                                |
| █ 2号线良渚站           | C出口通道内，未修建                                                     |
| █ 3号线古蕩新村站       | C出口通道内，出口已竣工，未開放，裝修情況未知                           |
| █ 3号线華豐路站         | G出口通道内，出口已竣工，未開放，裝修情況未知                           |
| █ 3号线星橋站           | E出口通道内，出口已竣工，未開放，裝修情況未知                           |
| █ 4号线甬江路站         | C2～C5出口通道内，出口已竣工，未開放，裝修情況未知                      |
| █ 4号线華中南路站       | E出口通道内，出口已竣工，未開放，裝修情況未知                           |
| █ 4号线独城生态公园站   | B出口通道内，未修建                                                     |
| █ 5号线南湖東站         | C出口通道内，出口是否建設未知                                           |
| █ 5号线蔣村站           | C出口通道内，C2/C3出口已竣工，未開放，C1b出口建設情況未知，裝修情況未知 |
| █ 5号线和睦站           | D出口通道内，部分出口已開放，招商中                                     |
| █ 5号线杭氧站           | B2、B3出口已竣工，商業區内部裝修中，未開放，其它出口未知                |
| █ 5号线人民廣場站       | F出口通道内                                                             |
| █ 6号线桂花西路站       | D出口通道内，未修建                                                     |
| █ 6号线雙浦站           | D出口通道内，出口為毛胚                                                 |
| █ 6号线之江文化中心站   | B出口通道内，出口已開放，未招商                                         |
| █ 6号线奧體中心站       | H出口通道内，出口已開放，                                               |
| █ 6号线曇花庵路站       |                                                                         |
| █ 7号线吳山廣場站       | B出口通道内，未修建                                                     |
| █ 7号线奧體中心站       | D出口通道内，出口已開放，                                               |
| █ 7号线新興路站         | H出口通道内，未修建                                                     |
| █ 7号线新港站           | A2～A5出口通道内，出口已竣工，未開放，裝修情況未知                      |
| █ 7号线青六中路站       | B出口通道内，出口已竣工，未開放，裝修情況未知                           |
| █ 7号线江東二路站       | B出口通道内，出口已竣工，未開放，裝修情況未知                           |
| █ 8号线文海南路站       | C出口通道内，出口已竣工，未開放，裝修情況未知                           |
| █ 8号线河莊路站         | E2～E4出口通道内，出口已竣工，未開放，裝修情況未知                      |
| █ 8号线青六中路站       |                                                                         |
| █ 8号线新灣路站         | E2～E4出口通道内，出口已竣工，未開放，裝修情況未知                      |
| █ 9号线新業路站         | C出口通道内，出口已開放，商鋪未招商                                     |
| █ 9号线龍安站           | B出口通道内，未修建                                                     |
| █ 10号线和睦站          | C-H出口外挂廳—G出口通道，出口已竣工，未開放，裝修情況未知               |
| █ 10号线花園崗站        | D2～D5出口通道内，出口已竣工，未開放，裝修情況未知                      |
| █ 19号线苕溪站          | B出口通道内，未修建                                                     |

除此之外，還有兩個商業街已經結業，分別是：
- █ 2号线沈塘橋站。位於C出口通道内，因通道改建為19號線轉乘通道，商鋪永久拆除。
- █ 9号线臨平站。位於B出口通道内，目前因3號線二期施工而封閉。雖然1號線臨平段已經在2021年調整為9號線，但截至此商業街封閉前，其依然屬於杭港地鐵。

### 武漢
武汉市的地下商业街，比较有代表性的是配合着武汉地铁一同修建的“星汇城”和“匠心汇”系列地下商街。随着地铁站越来越多，该类地下商业街也越来越多。
- 位於武汉地铁洪山广场站下的地下商业美食街。
- 位於武汉地铁长港路站下的地下商业美食街。
- 位於武汉地铁中山公园站地下连接协和医院门诊大楼的星汇城地铁商业街。
- 位於武汉地铁武汉商务区站地下的匠心汇商业街。
- 位於武汉地铁王家湾站下的地下商业美食街。
- 位於武汉地铁取水楼站下的地下商业美食街。
- 位於武汉地铁徐东站与汪家墩站之间的地下匠心汇商业街，该商业街全长约731米，共设11个出入口。徐东站与汪家墩站两站的站厅可通过该地下街连接。该商业街于2018年5月30日开业。
- 位於漢陽鍾家村漢陽大道下的中防地下商街。

### 珠海
- 位於拱北口岸外的口岸購物廣場，有部分商業樓面位於昌盛路下。

### 北京
- 位於西單文化廣場下的西單77街。

### 南京
- 位於新街口的南京時尚萊迪購物廣場，在2005年4月開業。

### 廈門
- 位於廈門火車站前廣場，廈禾路地下有一條地下商場中閩百滙商場，連通廈門地鐵及羅賓森廣場購物中心。另外廈門地鐵一號線的，呂厝站、殿前站及烏石浦站都有設立地下商業區。

## 韓國

### 首爾[9]
- 高速巴士客運站地下街 (Goto Mall)
- 永登浦地下街
- 江南站地下街
- 蠶室站地下街
- COEX Mall

## 日本

### 東京
- 東京站一番街
- 八重洲地下街
- 新宿SUBNADE
- ISP池袋SHOPPING PARK
- 淺草地下街
- Shibuchika澀谷地下商店街

### 橫濱
- 橫濱站東口地下街
- Marinard地下街
- 櫻木町Pio City

### 大阪
- 阪急三番街
- DIAMOR大阪
- Whity梅田
- DOTICA地下街
- 中之島地下街
- 難波walk
- 難波南南地下街
- AVETICA 商店街
- 長堀水晶地下商店街

### 京都
- 御池ZEST地下街
- 京都站前地下街Porta

### 名古屋
- ESCA新幹線地下街
- 名站地下街
- Gate Walk
- Unimall
- Sun Road
- SakaeChika
- Central Park
- 森之地下街
- 伏見與利町
- 大曽根地下街

### 福岡
- 天神地下街
- 博多站地下街

### 札幌
- APIA
- 札幌站前大道Chikaho
- PASEO CENTER
- AURORA TOWN
- POLE TOWN

## 限制
因地下街位於地下，衍生不少問題。

### 避開地下設施
城市不少地下設施（如食水管道、電綫管道、電話管道、光纖管道、污水管道、燃氣管道、地下鐵路）建於馬路下，因此在選址時需詳細勘探地下設施，有需要時甚至需要為部分地下管道進行改道工程。

### 排污處理
城市的污水管道大多設於地底，地下街污水渠的水平或會和城市的污水管道相若，甚至比城市的污水管道更低。因此在興建污水渠時需投入額外資源，亦需防止污水倒湧。此外，不少食肆需設有隔油池等設施，設計地下街時亦要考慮隔油池的位置及如何清理。

### 地下水
在地下水資源豐富的城市，興建地下街需處理地下水問題，如興建期間地下水的處理、建築物防漏等問題。

### 消防及人流疏散
發生火警時，如何撲滅及疏散人流是一個重要問題。不少城市要求建築物需符合和消防安全有關的條例，例如在香港，根據消防安全（建築物）條例，建築物負責人需提供逃生途徑，這在寸金尺土的已發展區（如銅鑼灣）來說是一個極大的挑戰。

### 抽風
地下街為密閉空間，為保持空氣流通，除了安裝空氣調節外，亦需在地面安裝吸氣及排氣口，以保持地下街的空氣質素。如地下街設有食肆，更要為食肆額外提供排煙管道。

### 連接性
在已發展地區興建地下街，需徵收土地為地下街興建出入口、貨運設施和緊急通道。

### 防洪
在雨水充沛的城市（如深圳、珠海、香港、新加坡），設計上需防止雨水從地面（尤其是地上出入口）湧入商場，亦需提供去水設施以將洪水排走，以免地下街被雨水淹浸。

## 外部參考
- （简体中文）